# Pycnostachys lancifolia
Pycnostachys lancifolia là một loài thực vật có hoa trong họ Hoa môi. Loài này được Bramley miêu tả khoa học đầu tiên năm 2005 publ. 2006.